# San Miguel Corporation
San Miguel Corporation, скорочено SMC — філіппінський багатонаціональний конгломерат зі штаб-квартирою в Мандалуйонг. Компанію було засновано як пивоварню в 1890 році. Вона вийшла за межі основного бізнесу, інвестуючи в різні сектори, такі як їжа та напої, фінанси, інфраструктура, нафта та енергетика, транспорт і нерухомість.
Його флагманський продукт, San Miguel Beer, є одним із найбільш продаваних сортів пива у світі. Виробнича діяльність San Miguel вийшла за межі внутрішнього ринку до таких регіонів, як Гонконг, Китай, Індонезія, В’єтнам, Таїланд, Малайзія та Австралія. Загалом її продукція експортується на 60 ринків світу.

## Історія
Пивоварня San Miguel Brewery була заснована в 1890 році іспанцем Енріке Марією Барретто де Іказою. Перша пивоварня була розташована в тому, що тоді було відомо як район Сан-Мігель у Манілі. Пізніше вона перетворилася на багатонаціональну San Miguel Corporation, дистриб'ютор пива по всій Азії.

## Бренди
- Ginebra San Miguel
- Magnolia[2]
- Monterey
- Petron
- Purefoods
- Red Horse Beer[3]
- San Miguel Pale Pilsen[4]

## Дочірні компанії
- Petron Corporation
- San Miguel Food and Beverage, Inc.
- San Miguel Equity Investments, Inc.
- San Miguel Global Power Holdings Corporation
- San Miguel Holdings Corporation
- San Miguel Properties, Inc.
- San Miguel Yamamura Packaging Corporation
- Bank of Commerce

## Зовнішні посилання
- Офіційний сайт